# Public Theater

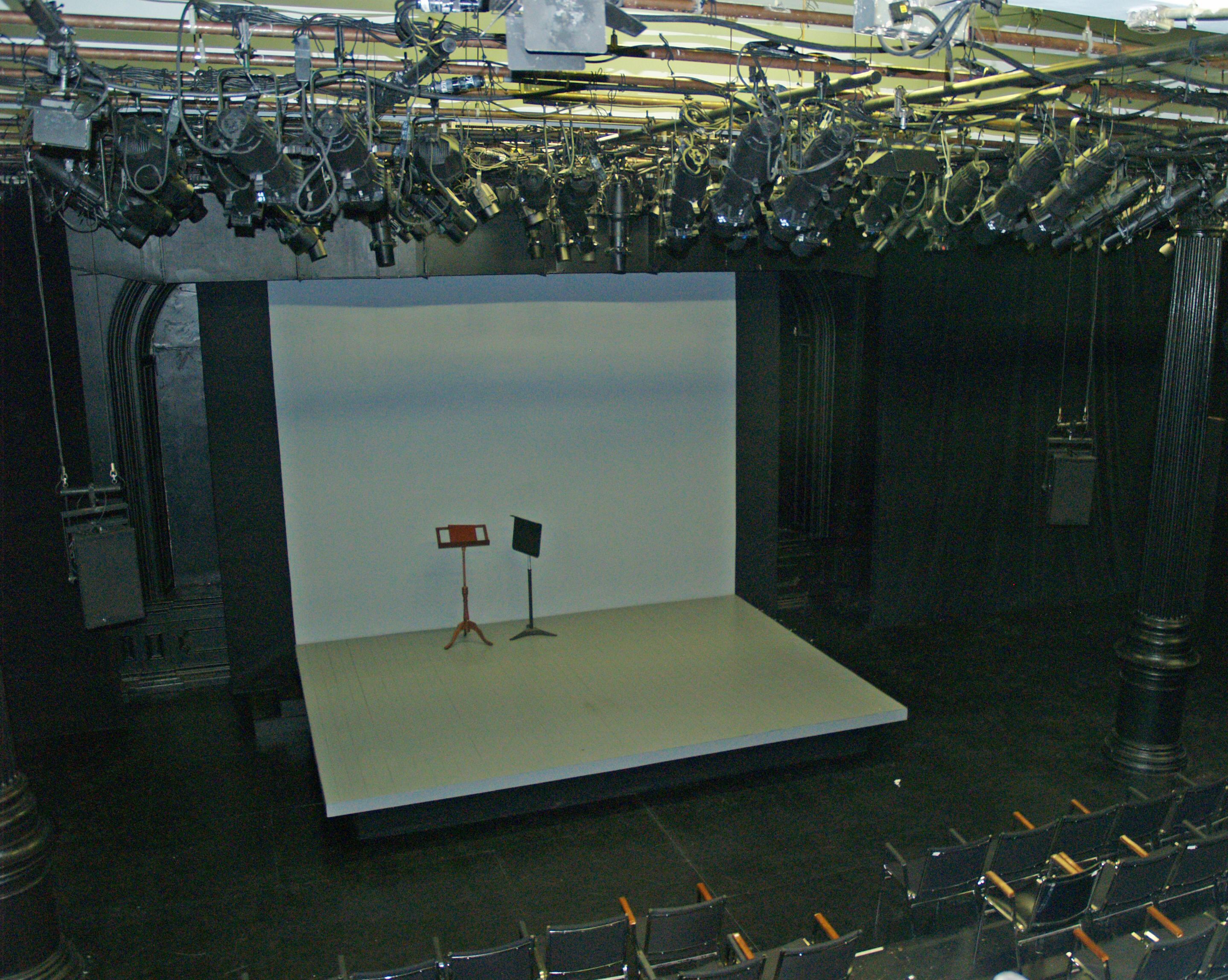
La scène du Public Theater.

Le Public Theater est une organisation artistique new-yorkaise créée en 1954 sous le nom de The Shakespeare Workshop, par Joseph Papp. Son objectif est alors de constituer un premier tremplin pour les espoirs de la comédie et de l’écriture dramatique.
Le Public Theater est actuellement situé au 425 Lafayette Street, dans les locaux de l’ancienne librairie Astor dans le quartier East Village, à Manhattan.

## Présentation
Quand il ouvre le 17 octobre 1967, le lieu accueille pour son premier spectacle la première mondiale de la comédie musicale Hair. Le Public Theater est actuellement dirigé par le directeur artistique Oskar Eustis et le directeur exécutif Andrew D. Hamingson.
Le Public Theater est réputé pour sa programmation dérangeante et décalée et comme étant une des voix de la gauche sociale et politique américaine. Beaucoup de ses productions sont en effet considérées comme avant-gardistes et ne pouvant probablement pas être accueillies dans les théâtres plus consensuels et grand public.
En plus de ses cinq salles de théâtre, le site est constitué du Joe’s Pub, dans un cadre au style cabaret utilisé pour les représentations musicales, de solistes et de spoken word. Le Public Theater gère également le Delacorte Theater de Central Park, où il présente en été ses représentations gratuites de Shakespeare in the Park.
Ces programmes font apparaître des acteurs populaires et les tickets sont souvent rapidement écoulés. Le Public Theater investit également dans l’éducation au théâtre, formant des acteurs classiques grâce au Laboratoire Shakespeare, une formation intensive à la comédie, tous les ans durant l’été.
Le programme Musical Theatre Initiative, dont le directeur depuis 2008 est Ted Sperling, a pour objectif de répandre et développer les nouveaux travaux pour le théâtre musical américain.

## Œuvres célèbres et récompenses
Outre la production de Hair, la comédie musicale A Chorus Line de Michael Bennett est l’œuvre la plus connue de celles produites par le Public Theater. Elle retrace les vies et carrières de danseurs de Broadway, surnommés les « gypsies ».
L’annonce de l’ouverture crée une telle anticipation dans le monde du théâtre que la totalité des places est écoulée très tôt avant la soirée d’ouverture. La demande de ticket est telle que le spectacle est délocalisé vers les quartiers chics au Shubert Theater, où il a un grand succès pendant quinze ans de représentation à guichet fermé.
Au fil des ans, les rentrées d’argent issues des nombreuses productions mondiales, professionnelles ou amateurs, du spectacle sont une constante et principale source de revenu pour le Public Theater.
Le Public Theater a reçu au total cent-trente-huit Obie Award, quarante Tony Awards, trente-neuf Drama Desk Awards, dix-neuf Lucille Lortel Awards et quatre prix Pulitzer.
Il a propulsé plus de cinquante spectacles à Broadway dont Sticks and Bones, The Basic Training of Pavlo Hummel, The Water Engine, The Human Comedy, The Mystery of Edwin Drood, That Championship Season, Plenty, The Pirates of Penzance, The Tempest, Bring in 'Da Noise, Bring in 'Da Funk, On the Town, The Ride Down Mt. Morgan, Elaine Stritch at Liberty et Take Me Out.

## Le bâtiment de la librairie Astor
Le Public Theater occupe depuis 1967 les locaux de l’ancienne librairie Astor, une bâtisse néo-Renaissance construite en 1854. Après sa fusion avec les collections Tilden et Lenox, elle devient la New York Public Library.
Elle est construite par William B. Astor, le fils du fondateur de la librairie, John Jacob Astor. C’est un architecte allemand, Alexander Saeltzer, qui dessina le bâtiment dans un style ayant cours dans l’architecture allemande : le style Rundbogenstil. Astor agrandit par deux fois le bâtiment, ces deux expansions, dessinées par Griffith Thomas et Thomas Stent, étant faites de façon qu’un observateur extérieur ne puisse pas voir que le bâtiment fut construit en trois étapes.
En 1920, une association d’aide aux immigrés hébreux fit l’acquisition du bâtiment. À partir de 1965, il n'est plus utilisé et risque la démolition. Le Public Theater persuade la ville de l’acquérir afin d’en faire un théâtre. Le bâtiment est converti en théâtre par Giorgio Cavaglieri entre 1967 et 1976.
En 2009, le théâtre est en plein dans une campagne de recherche de fonds pour une grande rénovation de ce bâtiment historique.